# Kriget mot droger
Kriget mot droger är en kampanj, som använder krig som metafor för kampanjen, som startades av USA:s federala regering med assistans av deltagande länder,[när?] avsedd att minska den illegala droghandeln. Man ville minska tillgången och efterfrågan på vissa psykoaktiva droger som ansågs vara "harmful or undesirable" (skadliga eller oönskade) av regeringen. Kampanjen går ut på att föra en politik som missgynnar produktionen, distributionen och konsumtionen av drogerna ifråga. Det har ofta påståtts att President Nixon myntade  termen under en presskonferens 1971 men så var det inte. Nixon använde aldrig de orden i sitt Särskilda meddelande till kongressen. Han nämnde särskilt den snabbt ökande missbruket av heroin i delstaten New York.  Men media som började  började använda begreppet (War on Drugs), möjligen inspirerat av begreppet Kriget mot fattigdomen (War on Poverty), skapat av Lyndon B. Johnson 1964.
En annan orsak till Nixons tal var troligen att militären började oroa sig för det allt mer utbredda användningen av heroin och andra droger bland USA:s soldater i Vietnam och Laos, något som försämrade stridsmoralen.  Allt fler testades positivt för droger i blodet vid hemkomsten till USA.
I Särskilda meddelandet skriver Nixon att betydligt större resurser måste anslås till rehabilitering av drogmissbrukare. Men den delen av hans tal hamnade sedan i skymundan.